# Вівіан Блейн
Вівіан Блейн (англ. Vivian Blaine, до шлюбу Степлтон (Vivian Stapleton, 21 листопада 1921 — 9 грудня 1995) — американська акторка та співачка.

## Життєпис
Народилася 1921 року в Ньюарку, штат Нью-Джерсі, в сім'ї страхового агента. Акторську кар'єру почала 1934 року в місцевих театральних постановках. З 1937 року гастролювала США як співачка з танцювальними колективами, що виступали в нічних клубах. У 1942 році Степлтон уклала договір з «20th Century Fox» і осіла в Голлівуді, де через кілька років вступила в шлюб.

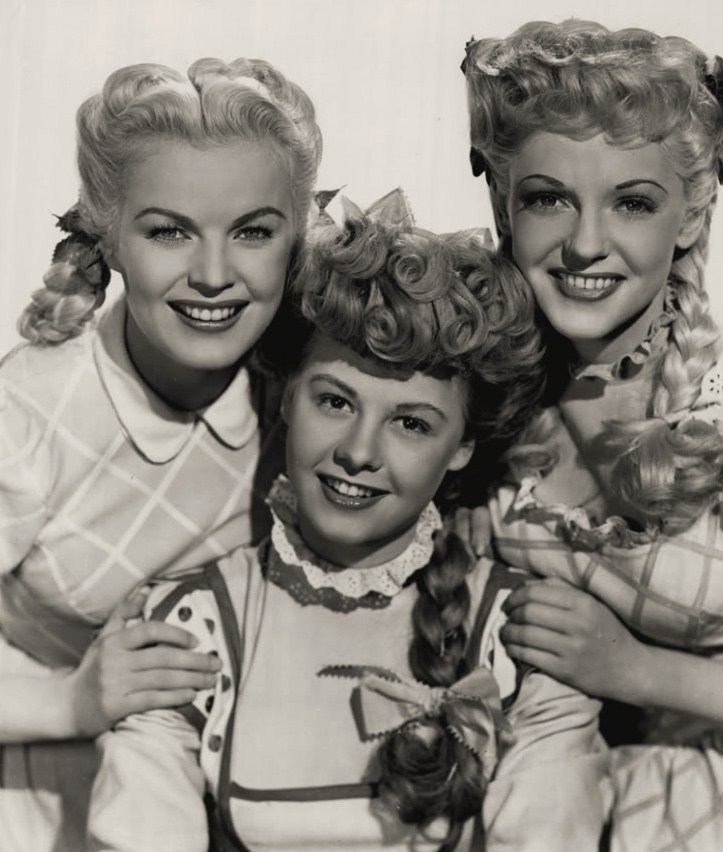
Джун Гавер, Віра-Еллен та Вівіан Блейн у фільмі «Три дівчинки в блакитному» (1946)

У 1940-х роках акторка з'явилася в ряді кінофільмів на другорядних ролях, але найбільш яскравою аудиторією стала робота у фільмі «Хлопці та лялечки», екранізації бродвейського мюзиклу, де вона також грала. Наступні роки Блейн продовжувала грати на театральній сцені, знімалася в кіно та на телебаченні. Починаючи з 1970-х років акторка часто виступала у різних заходах та проєктах боротьби з поширенням СНІДу.
Вівіан Блейн померла від серцевої недостатності у 1995 році на 75-му році життя.

## Фільмографія
- 1943 — Він найняв боса — Саллі Конвей
- 1943 — Жучки — Сьюзан Коуан
- 1944 — Гринвіч-Віллідж — Бонні Вотсон
- 1945 — Ярмарок — Емілі Едвардс
- 1945 — Лялечка — Мері Елізабет Керрол
- 1946 — Якщо мені пощастить — Лінда Фаррелл
- 1946 — Три дівчинки в блакитному — Ліз Чартерс
- 1952 — Привіт, красуні! — Юна Янсі
- 1955 — Хлопці та лялечки — Міс Аделаїд
- 1982 — Паразит — Міс Елізабет Дейлі
- 1985 — Вона написала вбивство — Рита Брістоль